# 深津貴之 (バレーボール)
深津 貴之（ふかつ たかゆき、1988年11月9日 - ）は、日本の元男子バレーボール選手、指導者である。

## 来歴
愛知県豊田市出身。小学5年生の頃、先生に誘われてバレーボールを始める。
兄・旭弘と同様に星城高等学校を経て東海大学に進学（弟・英臣も同様に進学する）。
2010年、豊田合成トレフェルサ（現・ウルフドッグス名古屋）の内定選手となる。2011年に入団。
2015年、26歳の若さで現役引退し、同チームのコーチに就任した。
2022年、日本代表コーチに就任した。

## 所属チーム
- 星城高等学校 （2004-2007年）
- 東海大学 （2007-2011年）
- 豊田合成トレフェルサ（2011-2015年）